# NGC 545
NGC 545 este o galaxie lenticulară, posibil eliptică, situată în constelația Balena. A fost descoperită în 1 octombrie 1785 de către William Herschel.